# Tirà terrestre frontblanc
El tirà terrestre frontblanc (Muscisaxicola albifrons) és un ocell de la família dels tirànids (Tyrannidae).

## Hàbitat i distribució
Habita zones pantanoses de la puna als Andes, sud del Perú, oest de Bolívia i nord de Xile.